# 岡田偆一
岡田 偆一（おかだ しゅんいち、1887年（明治20年）5月10日〈1886年生とも〉- 1943年（昭和18年）12月24日）は、日本の海軍軍人。最終階級は海軍少将。位階および勲等は従四位・勲三等。
平民出身で初めて宮家（高松宮）付の武官となった人物。

## 生涯
広島県芦品郡駅家町大字服部本郷（現在の福山市）の屋号観音堂の、岡田馳次郎・アサの次男として生まれる。品治高等小学校２年を修了後、広島県第二中学校（後の誠之館）に入学する。
1904年（明治37年）、19歳の時に広島県立福山中学校（誠之館）を卒業する。
1907年（明治40年）、22歳の時に海軍兵学校を第35期生として卒業する。1909年（明治42年）、24歳の時に海軍大学を第16期生として卒業。
高松宮宣仁親王殿下付武官（侍従武官）や海軍軍令部参謀や課長を務める。1918年（大正7年）12月1日、33歳で駆逐艦の神風の艦長となる。1929年（昭和4年）、44歳の時に海軍大佐となる。1930年12月1日、45歳の時に軽巡洋艦の大井の艦長となる。その後、練習艦隊の磐手の艦長を務めた。1932年11月15日、47歳で、空母の加賀の艦長を務めた。1934年、49歳で海軍少将となり、横須賀鎮守府附となる。1934年、退役となる。その後日本特殊鋼株式会社の顧問を務めた。昭和18年12月24日卒去。享年56。戒名は廣濤院殿釈偆影藏王大居士で、院殿号および大居士は岡田家にとって初めてであった。墓所は青山霊園。

## 人物
福山誠之館中学校時代には、試験中でもよくテニスをして遊んでいた。それでも成績が抜群であったので、友達が驚いていた。これは平常よく勉強していたためであった。
中学時代に自宅が大火災に罹った。福山から帰宅した偆一は「わりあいによく焼けたのう」と平然と語り、惜しむ色を見せなかったので、一同唖然として、「大人物の相か」とあきれた。
海軍少将に栄進した時、当時の服部村長の大元重太郎主催の挙村一致の一大歓迎会が、服部小学校で開催された。
熱烈な猿屋権現（熊野神社）の信仰者であったので、唐獅子一対を奉納している。
また有名な酒豪家であり、文武に通じ、漢詩・和歌・俳句が巧みであった。
以下がその作品で、著書の『欧米旅行感想録』より
［服部郷］   慈王山人
　  
山秀向陽松柏蒼   川清貫邑注湖溏
人烟藹々彩田園   春夏麗園織部郷
［故里の山川草木を眺めて］
　　　    
故郷の山川草木春めきて
我を迎えつ　我を送りつ
［権現さんに詣でて］
　　　　    
氏子人旅安かれと祈りつつ
神の御前に額つきにけり
［ハワイの日本人の状況を見て］
　　　　  
常夏の国に移せしなでしこの
茂れるさまぞ　めでたかりける
［逝去を悼む 戸手 平田良之助］
　　　　
うるわしく大和島根に咲きし花
さそうあらしぞ　つれなかりける